# Kommander of Kaos
Kommander of Kaos è il secondo album solista di Wendy O. Williams, ex-cantante dei Plasmatics, pubblicato nel 1986 dalla Gigasaurus con la produzione di Rod Swenson e Wes Beech.
La canzone Ain't None of Your Business è stata registrata il 24 novembre 1984 al'Armour di New York.

## Tracce
1. Hoy Hey (Live to Rock)
2. Pedal to the Metal
3. Goin' Wild 04:11
4. Ain't None of your Business (live)
5. Party
6. Jailbait (Motörhead Cover)
7. Bad Girl
8. Fight for your Right
9. (Work that Muscle) Fuck that Booty

## Formazione
- Wendy O. Williams - voce
- Michael Ray - chitarra, voce addizionale
- Greg Smith - basso, voce addizionale
- T. C. Tolliver - batteria, voce addizionale